# Stahanivka (Stahanivka), Pervomaiske
Stahanivka (în ucraineană Стаханівка) este localitatea de reședință a comunei Stahanivka din raionul Pervomaiske, Republica Autonomă Crimeea, Ucraina.

## Demografie
Componența lingvistică a localității Stahanivka
     Rusă (75,67%)
     Ucraineană (18,8%)
     Tătară crimeeană (3,96%)
     Alte limbi (0,36%)
Conform recensământului din 2001, majoritatea populației localității Stahanivka era vorbitoare de rusă (75,67%), existând în minoritate și vorbitori de ucraineană (18,8%) și tătară crimeeană (3,96%).